# Robert Kurka
Robert Frank Kurka (Cícero, 22 de diciembre de 1921 - Nueva York, 12 de diciembre de 1957) fue un compositor, director de orquesta y docente estadounidense.

## Biografía
Kurka nació en Cícero (Illinois). Era sobre todo autodidacta, aunque estudió durante períodos cortos bajo Darius Milhaud y Otto Luening.
Recibió su título de maestría en la Universidad de Columbia en 1948.
Ocupó cargos docentes en el City College de Nueva York, el Queens College y la Universidad de Dartmouth.
Es reconocido por la suite instrumental The Good Soldier Schweik ―publicada en 1956―, y la posterior ópera del mismo nombre ―escrita poco antes de su muerte y estrenada en el Ópera de la ciudad de Nueva York el 23 de abril de 1958―. La orquestación de la ópera fue completada por Hershy Kay. El trabajo ―basado en una novela satírica antibelicista de Jaroslav Hašek, El buen soldado Svejk― fue comparado con las composiciones de Kurt Weill, sobre todo por su tono satírico y por la incorporación de estilos populares.
Kurka también escribió dos sinfonías, 5 cuartetos de cuerda 6 sonatas para violín y otras obras para piano, voz y coros.
Su estilo recuerda el de los compositores rusos Prokófiev y Shostakóvich.
Murió de leucemia el 12 de diciembre de 1957, en Nueva York.

## Lista de obras[4]

### Para orquesta completa
- Music for orchestra, op. 11 (1949).
- Three pieces for orchestra, op. 15
- Symphony no. 1, op. 17 (1951).
- Symphony no. 2, op. 24 (1952).
- Serenade for (small) orchestra « after Walt Whitman », op. 25 (publ. 1954; composed probably around 1945).
- John Henry, portrait for orchestra, op. 27
- Julius Caesar, symphony epilogue after Shakespeare’s play, op. 28 (1955).

### Orquesta de cámara
- Chamber symphony, op. 3 (1948).
- Symphony for strings and brass, op. 7 (1948).
- The Good Soldier Schweik, suite from the opera, for band, op. 22[5]
- Chamber sinfonietta, op. 39 (1957).

### Conciertos
- Concerto for violin and chamber orchestra, op. 8
- Concertino for two pianos, string orchestra and trumpet obbligato, op. 31 (1955).
- Concerto for marimba and orchestra, op. 34

- Ballad for french horn and strings, op. 36

### Cuartetos de cuerda
- String quartet no. 1, op. 1
- String quartet no. 2, op. 4
- String quartet no. 3, op. 9
- String quartet no. 4, op. 12
- String quartet no. 5, op. 25

### Otras obras de cámara
- Sonata for violin and piano no. 1, op. 2
- Sonata for solo violin, op. 5
- Sonata for violin and piano no. 2, op. 10
- Music for violin, trumpet, clarinet, horn and bass, op. 14
- Trio for violin, cello and piano, op. 16
- Little suite for woodwind quartet, op. 18
- Sonatina for cello and piano, op. 21
- Sonata for violin and piano no. 3, op. 23
- Sonata for violin and piano no. 4, op. 30

### Obras para piano
- Sonatina, op. 6
- For the piano, op. 13
- Sonata, op. 20
- Dance suite for piano, four hands, op. 29
- Sonatina for young persons, op. 40 (1957).
- Notes from nature, 10 pieces for children

### Obras corales
- Who shall speak for the people, for men’s chorus, op. 32
- Song of the Broadaxe, for men’s chorus, op. 38

### Opera
- The Good Soldier Schweik, 2 acts (1957)..